# ハイドロ・マジェスティック・ホテル
ハイドロ・マジェスティック・ホテル (Hydro Majestic Hotel) は、オーストラリア、ニューサウスウェールズ州メドロウ・バスにあるホテル。このホテルは、グレート・ウェスタン・ハイウェイの西側、メガロング・バレーを見下ろす崖の上に位置している。
このホテルは保存建築として登録されており、アール・デコやエドワーディアン建築など、様々な建築様式の風変わりな混合が見られる。おもな建築上の特徴はカジノ（Casino：後述のように賭博場としてのカジノではない）のドームである（infobox の写真参照）。このドームは、シカゴで購入され、オーストラリアへ船で運ばれ、荷牛車でブルー・マウンテンズまで運ばれて、当地で組み立てられた。

## 歴史

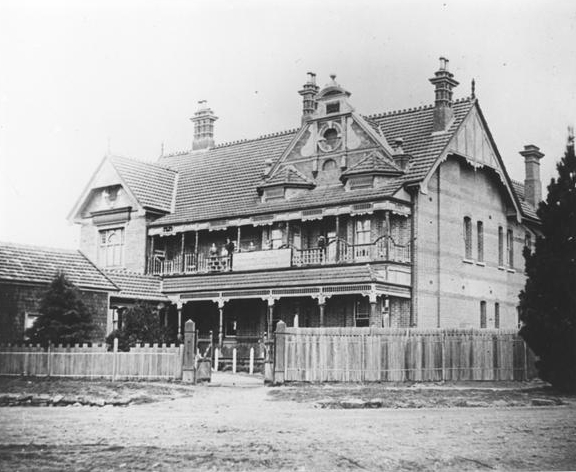
1910年頃のベルグラヴィア・ホテル。

オーストラリアの小売業者マーク・フォイは、当地に鉱泉が出るものと考えて、ハイドロセラビーのサナトリウムを建設することを構想した。フォイは所有していたマーク・フォイズ百貨店の株式を処分して資金を調達し、1901年から一帯の土地を購入し始め、1903年以降は本格的にホテルの開発に取り組んだ。
ハイドロ・マジェスティックの敷地は、元々は3つの別々の土地所有権の下にあり、それぞれに建物が建っていた。まず、1851年にニューサウスウェールズで最初に金を発見したと称していたエドワード・ハーグラレイヴスの息子、ウィリアム・H・ハーグレイヴス (William H. Hargraves) の別荘が、衡平法に従って登記され、シドニーのオーストラリア博物館に信託されていた。周囲が丹念に造園され、樹木や灌木が配されていた、この平屋の建物は、1901年にマーク・フォイが購入し、ハイドロ・マジェスティックのハーグラヴィア・セクション (the Hargravia section) となった。
次に、ホテルがあった。1891年に竣工したベルグラヴィア・ホテル (Belgravia Hotel) である。このホテルは、入浴施設を備えた保養施設であり、建物はクイーン・アン様式建築で建てられていた。この施設は、エリス夫妻 (Mr and Mrs Ellis) が所有していたが、1903年にマーク・フォイが取得した。
3つ目は、アルフレッド・タッカー (Alfred Tucker) が所有していたコテージであり、この門番の小屋の北側には、タッカー未亡人が経営するゲストハウス「ワンダーランド・パーク (Wonderland Park)」があった。当時は、町の名はメドロウ (Medlow) といったが、マーク・フォイはニューサウスウェールズ州政府に請願を出し、現在の町の名であるメドロウ・バスへの改名に成功した。フォイが改名を働きかけた理由が、地名の響きをより威厳あるものとしたかったためか、州内にあった同名の町との混同を避けたかったのかは分からない。
フォイは惜しみなく資金を投じて造園し、牛乳を絞るために乳牛を導入した。また、抜かり無く自家発電施設を備え、シドニー大都市圏より4日早く電話を導入してシドニーの証券取引所との通話を可能にした。
ハイドロ・マジェスティック・ホテルは、1904年7月4日、吹雪の中で正式に開業した。その時点で鉱泉は（そもそも最初から存在していなかったのかもしれないが）既に枯れていた。マーク・フォイは、大きなスチールのコンテナを使ってドイツからミネラルウォーター（鉱泉水）を輸入した。コンテナに入れられ、ドイツからオーストラリアへ運ばれた水は、ひどい味がしたというが、むしろそのために健康に良いに違いないと考えられた。ホテルの客たちは、この水を定期的に飲むよう指示された。
1906年には、この手の健康法の人気は廃れ、マーク・フォイはこの施設を贅沢な休養地としてリブランドしてハイドロ・マジェスティックと改名した。保養や療養に関する記述はすべての広告から消えたが、その多くは客の要望があれば利用できた。

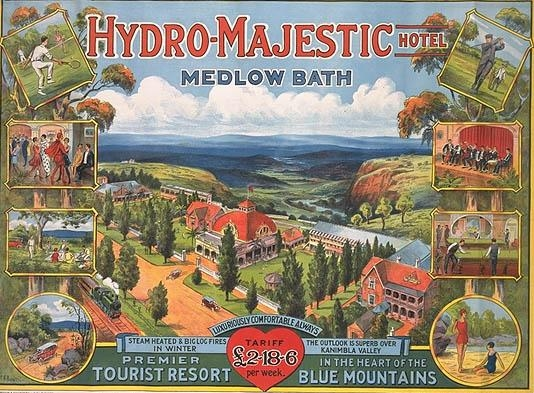
1920年代の広告ポスター。

1913年10月、フォイは施設全体を、実業家でニューサウスウェールズ州議会の議員だったジェームズ・ジョイントン・スミスに、£60,600 で売却したと報じられたが、その後も経営に関与した。
第二次世界大戦中、敷地内の建物は、アメリカ軍第118総合病院 (the 118 General Hospital for U.S. troops) として使用された。
このホテルはしばしば火災に見舞われており、1912年には洗濯室が焼失した。また、1922年には元からあったベルグラヴィア棟が失われたが、1946年には新たなベルグラヴィア棟が竣工した。
周辺は、ブルー・マウンテンズ国立公園に囲まれているため、ホテルはしばしばブッシュファイア（森林火災）の危険に晒されてきた。2002年12月8日には、ホテルのごく近くまでブッシュファイアが及んだ。

### 歴史的建造物としての登録と修復
このホテルは、1984年に歴史的建造物としての認定を受けた。何十年間も、老朽化が進み、手が行き届いていなかったハイドロ・マジェスティックは、1990年代に一連の修復工事をおこなった。2002年から2006年にかけて、アコーホテルズ・グループが関わった。その後は少し規模が小さいマレーシアを拠点とするグループが、ハイドロ・マジェスティックのブランドを借りたホテルをアジア各地で展開し、2007年にはクアラルンプールにも「ハイドロ・マジェスティック」の名を冠したホテルができた。
2004年以降は、エスカープメント・グループ (The Escarpment Group) がホテルを所有し、運営にはその他の企業も参画している。
2008年には、改修のためにホテルは一時休業し、新しい所有者たちが、ホテルを修復し、新たな施設を付け加えることになった。新たに所有者となったフオン・ングエン (Huong Nguyen) とジョージ・サード (George Saad) は、1100万ドルで施設を買収し、改修に3000万ドルを投じたと言われている。

### 2012年から2014年にかけての改修
ホテルの所有者たちは、2012年後半に、ハイドロ・マジェスティック・ホテルの再開発を表明した。第一段階の工事は、2014年6月に完成するものとされたが、実際にネット上のサイトでの予約受付の開始は12月までずれ込んだ。第一段階では、歴史的な区画であるカジノから敷地の南側の端までが対象となり、新たな建物の建築や、松並木を含む樹木の植え直しや美化など庭園の整備などがおこなわれた。メガロング・バレーの断崖に面して1.1kmに及ぶホテルのファサードもリノベーションされた。改修されたホテルでは、かつてのカジノの建物が「カジノ・ロビー (the Casino Lobby)」と名付けられた入口の大きなロビーと、宴会場に転用された。カジノ・ロビーの背後には、「ウィンターガーデン The Wintergarden)」と名付けられたレストランが入った。その他の歴史的な建物では、ビリヤード・ルーム (The Billiard Room)、キャッツ・アレイ (The Cat's Alley)、ハーグレイヴス・ハウスのマジェスティック・ボールルーム (The Majestic Ballroom in Hargraves House)、デルモンテ会議室 (the Delmonte conference rooms) が、この段階で改修されるものとされた。

### 第二段階の改修
改修の第二段階では、第一段階の完成の2年後をめどに、新たな宿泊棟と大規模なスパ（療養温泉）施設の建設が計画された。かつてのベルグラヴィア・ラウンジ (Belgravia Lounge) を改装して、宿泊客専用のホテル・ゲスト・ラウンジ・アンド・バー (Hotel Guest Lounge and Bar) を設けるのが、古い建物の最後の大改修とされた。ベルグラヴィア棟 (the Belgravia Wing) の改修と、新たなマーク・フォイ棟 (Mark Foy Wing) の建設により、眺望付きのラグジュアリー・スイートがハイドロ・マジェスティック・ホテルに増設されることになった。
第二段階を経たハイドロ・マジェスティック・ホテルには、南半球最大級の総合的なスパ施設が整備され、700平方メートルの鉱泉水のスパやプールとともに、看板となるハイドロセラピーの施術も用意されている。第二段階には、既存のデルモンテ、ハーグラヴィアの建物の中の古い部屋の改修も含まれている。キャッツ・アレイには、カクテル・バーが設けられた。

## カジノ

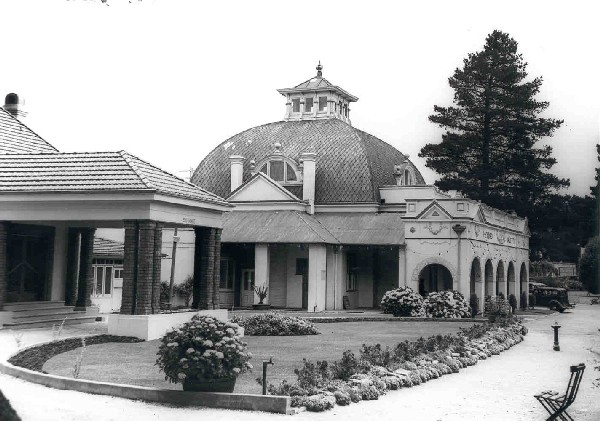
カジノの特徴的なドーム、1938年撮影。

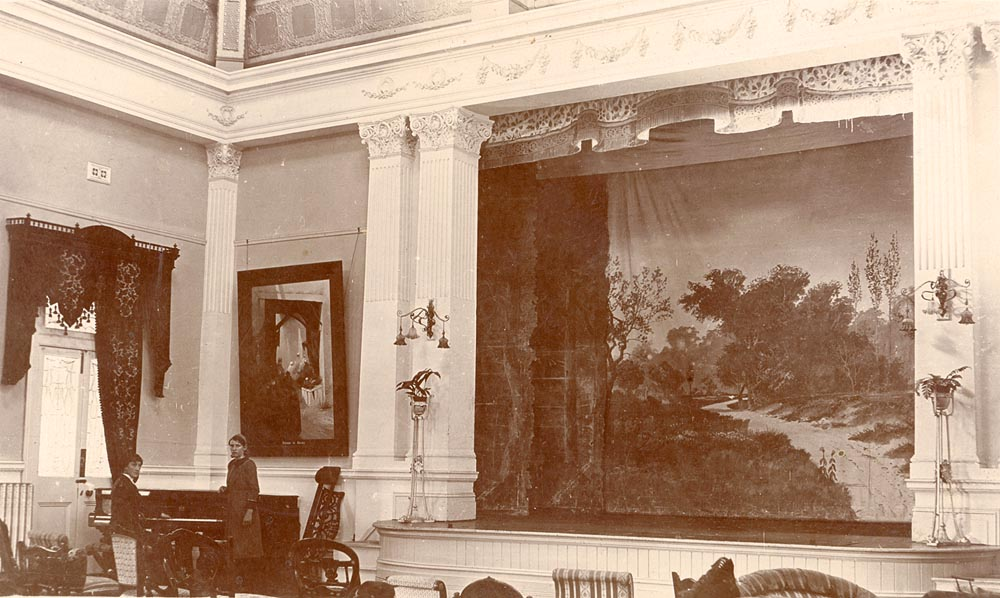
カジノの内部、1900年代はじめ撮影。

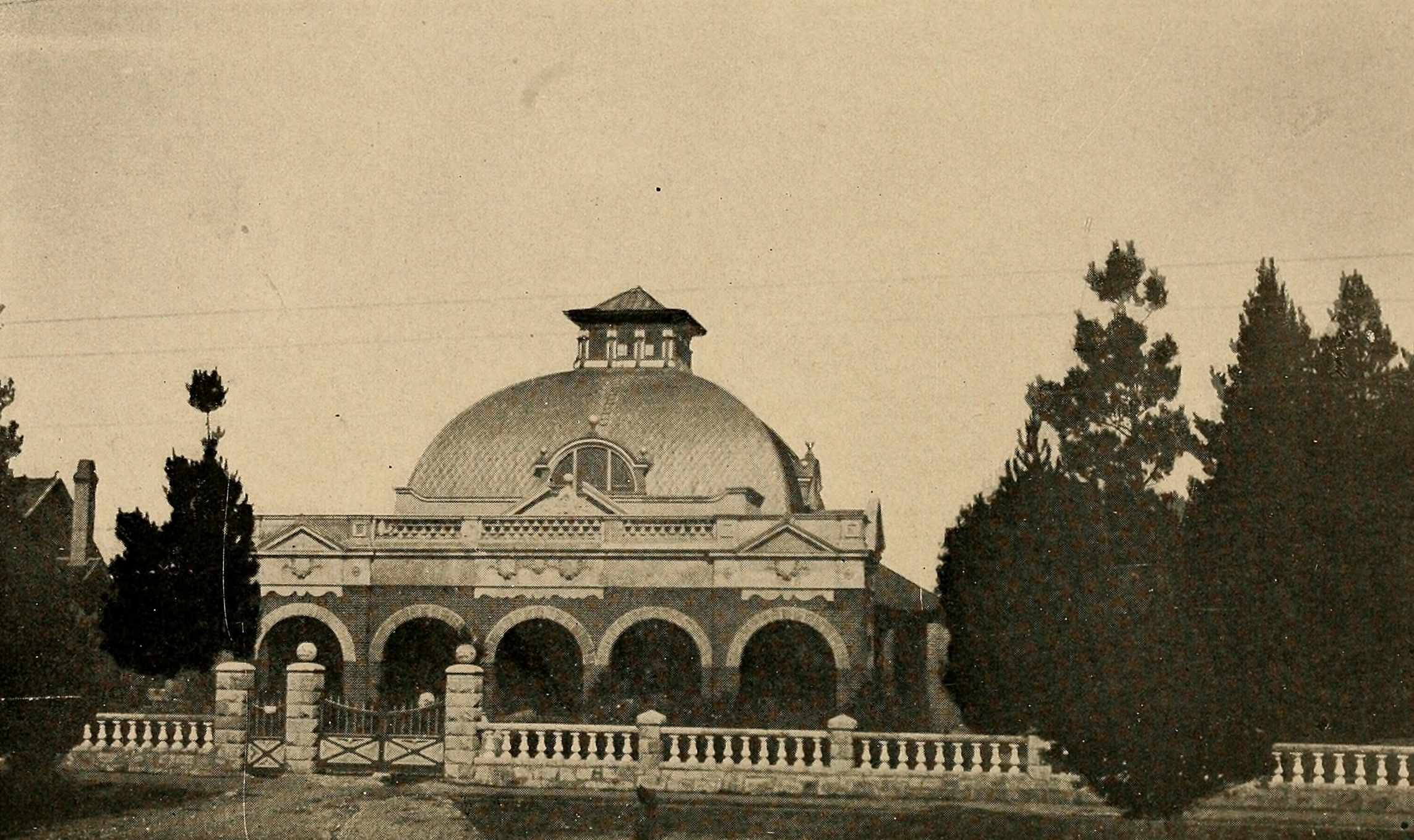
カジノ、1907年撮影。

このホテルで最も印象的な建物のひとつは、カジノである。ここでいう「カジノ (Casino)」は、会議場、パビリオンといった意味合いであり、この場所が正式に賭博に用いられたことは一度もない。カジノの建物は、ヴィクトリア朝後期のイタリア風建築でウェディングケーキのような形状をしており、現在は大宴会場 (the grand ballroom) として使われている。この建物は、1900年代はじめにシカゴから部材が運ばれ、1903年に当地で組み上げられた。
このカジノでは、デイム・ネリー・メルバの有名な長々と続いた1928年の引退興行のツアーの初公演が開かれた。デイム・クララ・バットも、ここで公演をおこなった。この場所で最後に公演がおこなわれたのは1969年のことで、オペレッタ『ミカド』が、ささやかな規模で上演された。
カジノは、再開業後には、ホテル施設への正面入口となり、ラウンジや宴会場、レストラン「ウィンターガーデン」に付随する多目的空間、バー「パッセージ (Passage)」への入口となっている。

## 有名な顧客

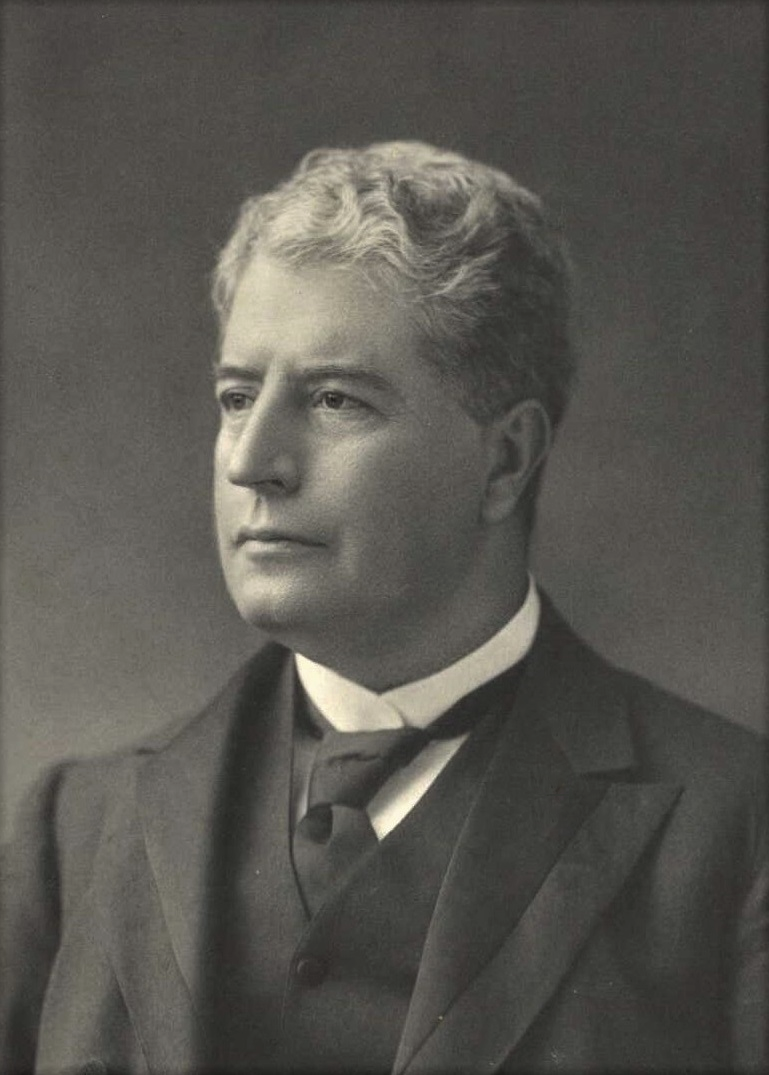
エドモンド・バートン

オペラ歌手のネリー・メルバやクララ・バット、また、女優で歌手としても知られたネリー・ステュワートは、何度もこのホテルに滞在し、また公演をおこなった。
兵器製造企業クルップの女子相続人であったベルタ・クルップは、ベヒシュタインのグランドピアノをホテルに寄贈した。シャーロック・ホームズものの著者であるサー・アーサー・コナン・ドイルは、ブルー・マウンテンズから着想して『失われた世界 （The Lost World)』を執筆した。
プロボクサーのトミー・バーンズは、1908年にシドニーでおこなわれたジャック・ジョンソンとの世界タイトル戦を前に、ハイドロ・マジェスティックでトレーニング・キャンプを張り、トレーニングの一環として山道を何マイルも走っていた。
オーストラリアの初代首相サー・エドモンド・バートンは、政界から引退してオーストラリア高等裁判所の判事となったが、1920年に休暇を過ごしていたこのホテルで、心筋梗塞のために亡くなった。